# Rendita (diritto)
Nel diritto italiano, per rendita si intende qualsiasi prestazione periodica avente per oggetto denaro o una certa quantità di cose fungibili (grano, vino, ecc.).
Il Codice civile italiano distingue due tipi di rendita: quella perpetua e quella vitalizia.

## La rendita perpetua
Si tratta di un contratto con cui una parte conferisce ad un'altra (e ai suoi eredi) il diritto di esigere in perpetuo una prestazione, quale corrispettivo dell'alienazione di un bene immobile (cosiddetta rendita fondiaria) o della cessione di un capitale (rendita semplice), oppure quale onere conseguente alla cessione gratuita di un immobile o della cessione di un capitale (art. 1861 c.c.).
La rendita semplice deve necessariamente essere garantita mediante un'ipoteca su un immobile. In caso contrario, si può chiedere la restituzione del capitale ceduto (art. 1864 c.c.).

### Il riscatto della rendita perpetua
Un'obbligazione di questo tipo, potenzialmente destinata a protrarsi all'infinito, non sarebbe tollerata nell'ordinamento italiano se non fosse previsto un modo per liberarsi dal vincolo.
A questo fine, il codice civile prevede il cosiddetto riscatto della rendita, riconoscendo all'obbligato la facoltà di sciogliersi dal vincolo mediante una dichiarazione unilaterale di volontà accompagnata dal pagamento della somma risultante dalla capitalizzazione della rendita annua sulla base dell'interesse legale (art. 1866 c.c.).
Il riscatto può essere limitato nel tempo, ma solo per un periodo massimo di dieci anni per la rendita semplice e trent'anni per quella fondiaria.
Il riscatto può anche essere forzoso (art. 1867 c.c. e art. 1868 c.c.), nel caso in cui il debitore della rendita:
- sia in mora nel pagamento di due annualità
- non abbia dato le garanzie promesse (o non abbia sostituito quelle che siano successivamente venute meno con altre di uguale sicurezza)
- sia divenuto insolvente

Opera il riscatto forzoso anche qualora il fondo su cui grava la garanzia della rendita venga diviso (per alienazione o divisione) fra più di tre persone.

## La rendita vitalizia
Si costituisce mediante alienazione di un bene mobile o immobile o cessione di un capitale, e consiste in una prestazione periodica da corrispondersi ad uno o più soggetti (beneficiari) per tutta la durata della vita di una certa persona (che può essere uno dei beneficiari oppure un terzo).
Tale rendita può costituirsi, oltre che per contratto, anche tramite donazione o testamento, nel rispetto delle specifiche regole dettate per tali istituti.

### Aleatorietà
A differenza della rendita perpetua, la rendita vitalizia ha quindi natura tipicamente aleatoria. L'alea è un requisito essenziale, senza il quale il contratto è nullo (ad esempio è stata dichiarata la nullità del contratto con cui si era costituito un usufrutto su un fondo in corrispettivo di una rendita inferiore al valore dei frutti del fondo).
Salvo patto contrario, il debitore non può liberarsi dall'obbligo del pagamento della rendita offrendo il rimborso del capitale, ed è tenuto a pagare per tutto il tempo stabilito, per quanto gravosa possa divenire con il tempo la prestazione da lui assunta (art. 1879 c.c.).

### Inadempimento
Se il debitore non paga le rate di rendita scadute, il creditore non può domandare la risoluzione del contratto, ma può solo chiedere il sequestro e la vendita dei beni del debitore.
La risoluzione può essere tuttavia chiesta quando il debitore non presta o diminuisce le garanzie (art. 1877 c.c.).
Se è a titolo gratuito, la rendita non è pignorabile nei limiti dei bisogni alimentari del creditore (art. 1881 c.c.).